# Atletismo nos Jogos Olímpicos de Verão de 2012 - Arremesso de peso masculino
A competição do arremesso de peso masculino nos Jogos Olímpicos de Verão de 2012 aconteceu no dia 3 de agosto no Estádio Olímpico de Londres.
Atual campeão olímpico da prova, o polonês Tomasz Majewski conseguiu defender o título obtendo a melhor marca de 21,89 metros na final.

## Calendário
Horário local (UTC+1).
| Data        | Horário | Fase         |
| ----------- | ------- | ------------ |
| 3 de agosto | 10:00   | Qualificação |
| 3 de agosto | 20:30   | Final        |

## Medalhistas
| Ouro   | POL Tomasz Majewski |
| Prata  | GER David Storl     |
| Bronze | USA Reese Hoffa     |

## Recordes
Antes desta competição, os recordes mundiais e olímpicos da prova eram os seguintes:
| Tipo | Atleta         | Marca   | Local       | Data                   |
| ---- | -------------- | ------- | ----------- | ---------------------- |
|      | Randy Barnes   | 23,12 m | Los Angeles | 20 de maio de 1990     |
|      | Ulf Timmermann | 22,47 m | Seul        | 23 de setembro de 1988 |

## Qualificação
Classificam-se para a final os atletas com marca acima de 20,65 m (Q) ou as 12 melhores marcas (q).
| Pos. | Grupo | Nome                      | CON                      | #1    | #2    | #3    | Marca | Notas |
| ---- | ----- | ------------------------- | ------------------------ | ----- | ----- | ----- | ----- | ----- |
| 1    | B     | Reese Hoffa               | USA Estados Unidos       | 21.36 | -     | -     | 21.36 | Q     |
| 2    | A     | David Storl               | GER Alemanha             | 21.15 | -     | -     | 21.15 | Q     |
| 3    | A     | Tomasz Majewski           | POL Polônia              | 21.03 | -     | -     | 21.03 | Q     |
| 4    | B     | Ryan Whiting              | USA Estados Unidos       | 20.29 | 20.25 | 20.78 | 20.78 | Q     |
| 5    | A     | Germán Lauro              | ARG Argentina            | 20.10 | x     | 20.75 | 20.75 | Q,    |
| 6    | A     | Pavel Lyzhyn              | BLR Bielorrússia         | 19.85 | 20.10 | 20.57 | 20.57 | q,    |
| 7    | B     | Dylan Armstrong           | CAN Canadá               | 19.99 | x     | 20.49 | 20.49 | q     |
| 8    | B     | Asmir Kolašinac           | SRB Sérvia               | 20.44 |       |       | 20.44 | q     |
| 9    | A     | Christian Cantwell        | USA Estados Unidos       | 20.41 | 20.30 | 19.88 | 20.41 | q     |
| 10   | B     | Maksim Sidorov            | RUS Rússia               | x     | 19.59 | 20.40 | 20.40 | q     |
| 11   | A     | Dorian Scott              | JAM Jamaica              | 20.18 | 20.30 | 20.31 | 20.31 | q     |
| 12   | B     | Chang Ming-Huang          | TPE Taipé Chinês         | 19.14 | x     | 20.25 | 20.25 | q, =  |
| 13   | A     | Soslan Tsirikhov          | RUS Rússia               | 19.25 | 19.78 | 20.17 | 20.17 |       |
| 14   | A     | Rutger Smith              | NED Países Baixos        | 20.08 | x     | 19.55 | 20.08 |       |
| 15   | A     | Marco Fortes              | POR Portugal             | 19.59 | 20.06 | 19.50 | 20.06 |       |
| 16   | B     | Ralf Bartels              | GER Alemanha             | x     | 20.00 | 19.89 | 20.00 |       |
| 17   | B     | Andrei Mikhnevich         | BLR Bielorrússia         | 19.81 | 19.55 | 19.89 | 19.89 |       |
| 18   | B     | Nedžad Mulabegović        | CRO Croácia              | 19.18 | 19.86 | 19.72 | 19.86 |       |
| 19   | B     | Om Prakash Singh          | IND Índia                | 19.40 | 19.86 | x     | 19.86 |       |
| 20   | B     | Hüseyin Atıcı             | TUR Turquia              | 19.47 | 19.49 | 19.74 | 19.74 |       |
| 21   | A     | Lajos Kürthy              | HUN Hungria              | 19.65 | x     | x     | 19.65 |       |
| 22   | A     | Georgi Ivanov             | BUL Bulgária             | 19.42 | 19.40 | 19.63 | 19.63 |       |
| 23   | B     | Antonín Žalský            | CZE República Checa      | x     | 19.62 | 19.49 | 19.62 |       |
| 24   | A     | Kemal Mešić               | BIH Bósnia e Herzegovina | 19.49 | x     | 19.60 | 19.60 |       |
| 25   | A     | Mihail Stamatoyiannis     | GRE Grécia               | 18.67 | x     | 19.24 | 19.24 |       |
| 26   | A     | Dale Stevenson            | AUS Austrália            | 18.38 | 19.17 | 19.01 | 19.17 |       |
| 27   | A     | Māris Urtāns              | LAT Letônia              | 18.92 | 19.13 | x     | 19.13 |       |
| 28   | B     | Kim Christensen           | DEN Dinamarca            | 18.40 | x     | 19.13 | 19.13 |       |
| 29   | B     | Carl Myerscough           | GBR Grã-Bretanha         | 18.75 | 18.95 | x     | 18.95 |       |
| 30   | B     | Raigo Toompuu             | EST Estônia              | 18.87 | 18.91 | x     | 18.91 |       |
| 31   | A     | Borja Vivas               | ESP Espanha              | 18.46 | x     | 18.88 | 18.88 |       |
| 32   | A     | Stephen Saenz             | MEX México               | x     | 18.65 | x     | 18.65 |       |
| 33   | B     | Amin Nikfar               | IRI Irã                  | 18.62 | x     | x     | 18.62 |       |
| 34   | B     | Carlos Véliz              | CUB Cuba                 | 18.26 | x     | 18.57 | 18.57 |       |
| 35   | B     | Emanuele Fuamatu          | SAM Samoa                | 17.78 | x     | x     | 17.78 |       |
| 36   | A     | Odinn Bjorn Thorsteinsson | ISL Islândia             | x     | 17.04 | 17.62 | 17.62 |       |
| 37   | A     | Adriatik Hoxha            | ALB Albânia              | 17.58 | x     | 17.13 | 17.58 |       |
| —    | A     | Justin Rodhe              | CAN Canadá               | x     | x     | x     | NM    |       |
| —    | B     | Zhang Jun                 | CHN China                | x     | x     | x     | NM    |       |
| —    | B     | Andriy Semenov            | UKR Ucrânia              | x     | x     | x     | NM    |       |

## Final
| Pos.              | Nome               | CON                | 1     | 2     | 3     | 4     | 5     | 6     | Marca | Notas                |
| ----------------- | ------------------ | ------------------ | ----- | ----- | ----- | ----- | ----- | ----- | ----- | -------------------- |
| Medalha de ouro   | Tomasz Majewski    | POL Polônia        | 21.19 | 21.72 | 21.87 | x     | 21.72 | 21.89 | 21.89 | Recorde da temporada |
| Medalha de prata  | David Storl        | GER Alemanha       | 21.84 | 21.86 | 21.41 | x     | x     | x     | 21.86 |                      |
| Medalha de bronze | Reese Hoffa        | USA Estados Unidos | 20.98 | 20.95 | 21.23 | 21.11 | 19.53 | x     | 21.23 |                      |
| 4                 | Christian Cantwell | USA Estados Unidos | 20.21 | 20.95 | x     | x     | 20.65 | 21.19 | 21.19 |                      |
| 5                 | Dylan Armstrong    | CAN Canadá         | 20.16 | 20.93 | 20.74 | x     | x     | 20.34 | 20.93 |                      |
| 6                 | Germán Lauro       | ARG Argentina      | 19.40 | 20.82 | 20.84 | 20.34 | 20.65 | x     | 20.84 | Recorde nacional     |
| 7                 | Asmir Kolašinac    | SRB Sérvia         | 20.18 | 20.71 | x     | 20.54 | 20.46 | x     | 20.71 |                      |
| 8                 | Pavel Lyzhyn       | BLR Bielorrússia   | 20.69 | x     | x     | 19.93 | 20.04 | x     | 20.69 | Recorde da temporada |
| 9                 | Ryan Whiting       | USA Estados Unidos | 20.21 | 20.21 | 20.64 |       |       |       | 20.64 |                      |
| 10                | Dorian Scott       | JAM Jamaica        | 19.51 | 20.61 | x     |       |       |       | 20.61 |                      |
| 11                | Maksim Sidorov     | RUS Rússia         | x     | 20.41 | x     |       |       |       | 20.41 |                      |
| 12                | Chang Ming-Huang   | TPE Taipé Chinês   | 19.99 | x     | 19.64 |       |       |       | 19.99 |                      |

Legenda
| Recorde mundial      | Recorde mundial (World record)               |                       | Recorde africano                      | Recorde africano (African) |                                           | Q | Classificado por posição (Qualified) |
| Recorde olímpico     | Recorde olímpico (Olympic record)            | Recorde da América    | Recorde da América (Americas)         | q                          | Classificado por melhor tempo (Qualified) |   |                                      |
| Melhor marca do ano  | Melhor marca do ano (World leading)          | Recorde asiático      | Recorde asiático (Asian)              | DNS                        | Não largou (Did not start)                |   |                                      |
| Recorde nacional     | Recorde nacional (National record)           | Recorde europeu       | Recorde europeu (European)            | DNF                        | Não terminou (Did not finish)             |   |                                      |
| Recorde pessoal      | Recorde pessoal do atleta (Personal best)    | Recorde da Oceania    | Recorde da Oceania (Oceania)          | DSQ / DQ                   | Desclassificado (Disqualified)            |   |                                      |
| Recorde da temporada | Recorde da temporada do atleta (Season best) | Recorde sul-americano | Recorde sul-americano (South America) | NM                         | Sem marca (No mark)                       |   |                                      |